# Carles Boix
Carles Boix (Barcellona, 29 giugno 1962) è un politologo spagnolo naturalizzato statunitense, specializzato in politica comparata, è docente all'Università di Princeton.
È uno dei principali studiosi di teoria democratica empirica e di economia politica comparata

## Biografia
Boix ha frequentato l'Università di Barcellona, sua città natale, e ha conseguito un master e un dottorato all'Università di Harvard. Ha insegnato all'Ohio State University e all'Università di Chicago prima di entrare a far parte della facoltà di politica dell'Università di Princeton, dove è Robert Garrett Professor of Politics and Public Affairs presso la Princeton School of Public and International Affairs.
Boix ha pubblicato Political Parties, Growth and Equality (Cambridge University Press, 1998), Democracy and Redistribution (Cambridge University Press, 2003), Political Order and Inequality (Cambridge University Press, 2015) e Democratic Capitalism at the Crossroads (Princeton University Press, 2019). È stato coeditore dell'Oxford Handbook of Comparative Politics (Oxford University Press, 2007) e ha pubblicato su importanti riviste come American Political Science Review, American Journal of Political Science, British Journal of Political Science, Journal of Law, Economics and Organization, Journal of Politics, International Organization e World Politics.
Boix ha ricevuto una borsa di studio Guggenheim nel 2004, mentre era a Chicago. Nel 2010 è stato nominato fellow dell'American Academy of Arts and Sciences.